# Mohammad Ali Ghutschani
Mohammad Ali Ghutschani (anhörenⓘ persisch [mohæmmæd æli je ɢut͡ʃɑni] محمدعلی قوچانی‎; * 1771 in Ghutschan; † 3. März 1877 in Täbris) auch als Mirsa Sanglach (persisch [miɾzɑ sænglɑχ] میرزا سنگلاخ) bekannt war Lyriker, Mystiker und Kalligraf aus der Ära Fath Ali Schahs, Mohammed Schahs und Nāser ad-Din Schahs. Er war aus Ghutschan, einer Stadt in Chorassan. Er war Meister der Nastaliq-Schrift. Mirsa Sanglach hat einige Abhandlungen über Kalligrafie und einige Biografien der Kalligrafen verfasst. Er ist am besten  wegen dieser Abhandlungen bekannt. Er veröffentlichte die Sammlungen seiner Werke in einem Buch mit dem Titel Dardsch-e Dschawaher.
Mirsa Sanglach starb am Freitag, 3. März 1877 im Alter von 106 Jahren in Täbris und wurde dort begraben.